# Ermetism

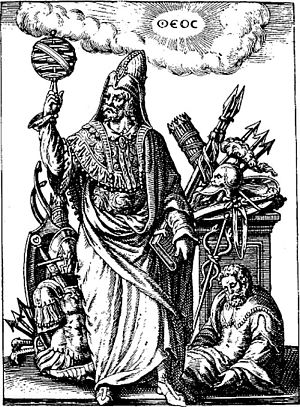
Hermes Trismegistul

Ermetismul este un curent mistic-ocult apărut în antichitate, al cărui nume provine de la 
Hermes Trismegistul, autorul unor scrieri ermetice, considerat totodată și ca părinte al alchimiei. Ermetismul a influențat modul de gândire al unei părți a lumii până în secolul al XVII-lea.

Caduceul, un simbol al ermetismului.

## Principii ale ermetismului
1. Precum sus, așa și jos (As above, so below)
2. Principiul Mentalismului
3. Principiul Ritmului
4. Principiul Vibratiei
5. Principiul Cauzei si a Efectului
6. Principiul Polaritatii
7. Principiul Genului

## Legături externe
- Online Version of the Corpus Hermeticum, version translated by John Everard in 1650 CE from Latin version Arhivat în 27 iunie 2022, la Wayback Machine.
- Online Version of The Virgin of the World of Hermes Trismegistus, version translated by Anna Kingsford and Edward Maitland in 1885 A.D.
- Online version of The Kybalion (1912) Arhivat în 14 iunie 2011, la Wayback Machine.
- The Kybalion Resource Page
- An introduction to Hermeticism by Paul Newall (2004)
- Hermetics Resource Site Arhivat în 17 mai 2014, la Wayback Machine.—Many Hermetics texts
- The Hermetic Library—A collection of texts and sites relating to Hermeticism
- Ermetism pe Curlie
- TransAlchemy-Modern scientific and singularitarian Hermetic research